# Andrés Algarabel
Andrés Algarabel y Arroyo (Medinaceli, 2 de noviembre de 1697-Valladolid, 7 de septiembre de 1740) fue un compositor y maestro de capilla español del siglo XVII.

## Vida
Nació en Medinaceli, el 2 de noviembre de 1697, hijo de José de Algarabel, originario de Morón de Almazán, y Antonia Arroyo. Se educó musicalmente en la Colegiata de Medinaceli con el maestro Lucas de Sancho, que posiblemente era un conocido de su padre. A los 16 años escribió una colección de Magnificats, que fue revisada por Salvador Sancho Iturmendi, unos años mayor que él y que había tomado las responsabilidades de Lucas de Sancho, que ya estaba entrado en años.

Canticum Ba Ma Ve a 6 en dos coros. Puesto en música y muy sonoro, y trabajado por D. Andrés de Algarabel, Natural de Medinca Celi, siendo Yfante de coro de la Colegial de dha Villa, corregido por su Mtro D. Salvador de Sancho, siendo Mtro en dha Coleg, hízolo el año.

En 1721 obtuvo el magisterio de la Catedral de Segovia, a la que se trasladó desde Medinaceli. Consiguió el cargo imponiéndose en las oposiciones a compositores de la talla de Pedro Rodrigo, maestro de capilla de la Catedral de Oviedo, y Juan Luengo, maestro de la Catedral de Calahorra. Ese mismo año tomó las órdenes mayores en Segovia, a pesar de no estar permitido por la norma canónica.
En 1723 se interesó por el magisterio de la Catedral de Santiago de Compostela, pero no acudió, ganando el cargo Pedro Rodrigo. En 1731, tras haber pasado diez años en Segovia, se presentó a la oposiciones para el magisterio de la Catedral de Valladolid. En las oposiciones se enfrentó a nada menos que a siete compositores de importancia, como eran Adrián González Gámiz, maestro de capilla de la Catedral de El Burgo de Osma; Domingo Tejedor, maestro de capilla en la Catedral de Lérida; Agustín Gámiz de Salazar, organista en Zamora; Tomás Barcenilla, organista de la catedral de Valladolid; y tres músicos residentes en Madrid: Manuel Paradís, José Mir y Llusá y Bartolomé Remacha. Finalmente salió victorioso Algarabel, tomando posesión del cargo el 24 de abril de 1731. Permanecería en el cargo hasta su fallecimiento en Valladolid el 7 de septiembre de 1740, a las siete y media de la mañana.

## Obra
Es considerado uno de los que mejor supo compatibilizar el viejo estilo polirrítmico danzable de los villancicos, con la cada vez más creciente influencia europea, sobre todo italiana, en la música española.
La Colegiata de Medinaceli conservó algunas obras del autor local que en la actualidad están depositadas en el Archivo Diocesano de El Burgo de Osma (Soria), como el tercio Céfiro airado, cierzo traidor, el quatro Coronadas de rosas y flores y la cantada con violines Tengan la Cuenta con mi Corderilla dedicadas todas al Santo Nacimiento, y el villancico a los Reyes Dorado bajel del sol.
- Vengan a la oposición
- Céfiro airado, cierzo traidor
- Coronadas de rosas y flores
- Tengan la cuenta con mi corderilla
- Dorado bajel del sol
- Cuando el maná llovía
- Seráfica llama, purísima antorcha
- María Magdalena
- Salve Regina
- Misa a 6
- Lauda Jerusalem (versión de El Burgo de Osma)
- Laudate Dominum
- Magníficat a 6
- Christus factus est
- Lauda Jerusalem (versión de México D.F.)
- Vísperas comunes y de Nuestra Señora: "Dixit Dominus", "Beatus vir", "Laudate Dominum" y "Magnificat"
- Misa "Nunc dimittis servum tuum